# Dasychira pyrsonota
Dasychira pyrsonota är en fjärilsart som beskrevs av Collenette 1939. Dasychira pyrsonota ingår i släktet Dasychira och familjen tofsspinnare. Inga underarter finns listade i Catalogue of Life.